# Yu Mengyu
Yu Mengyu (Liaoning, China, 18 augustus 1989) is een voormalig Singaporees professioneel tafeltennisster. Zij speelt rechtshandig met de shakehandgreep. Yu is haar achternaam.
Zij nam namens haar land deel aan de Olympische Zomerspelen van 2016 en 2020 maar won geen medailles.

## Belangrijkste resultaten
- Goud met het team op de wereldkampioenschappen 2010.
- Zilver met het team op de wereldkampioenschappen 2008.
- Zilver met het team op de wereldkampioenschappen 2012.
- Brons in het dubbelspel op de wereldkampioenschappen 2013 met Feng Tianwei.
- Brons met het team op de wereldkampioenschappen 2014.
- Brons in het dubbelspel op de wereldkampioenschappen 2015 met Feng Tianwei.
- Brons in het dubbelspel op de wereldkampioenschappen 2017 met Feng Tianwei.